# Bouret-sur-Canche
Bouret-sur-Canche é uma comuna francesa na região administrativa de Altos da França, no departamento de Pas-de-Calais. Estende-se por uma área de 4,87 km². Em 2010 a comuna tinha 255 habitantes (densidade: 52,4 hab./km²).